# Metro Kasan
Die Metro Kasan (russisch Казанский метрополитен, tatarisch Казан метросы, eigentlich Kasaner Metro) ist die U-Bahn der tatarischen Hauptstadt Kasan und wurde rechtzeitig zum 1.000-jährigen Jubiläum am 27. August 2005 eröffnet. Sie besteht aus einer Linie, seit 2018 gibt es elf Stationen.

## Geschichte

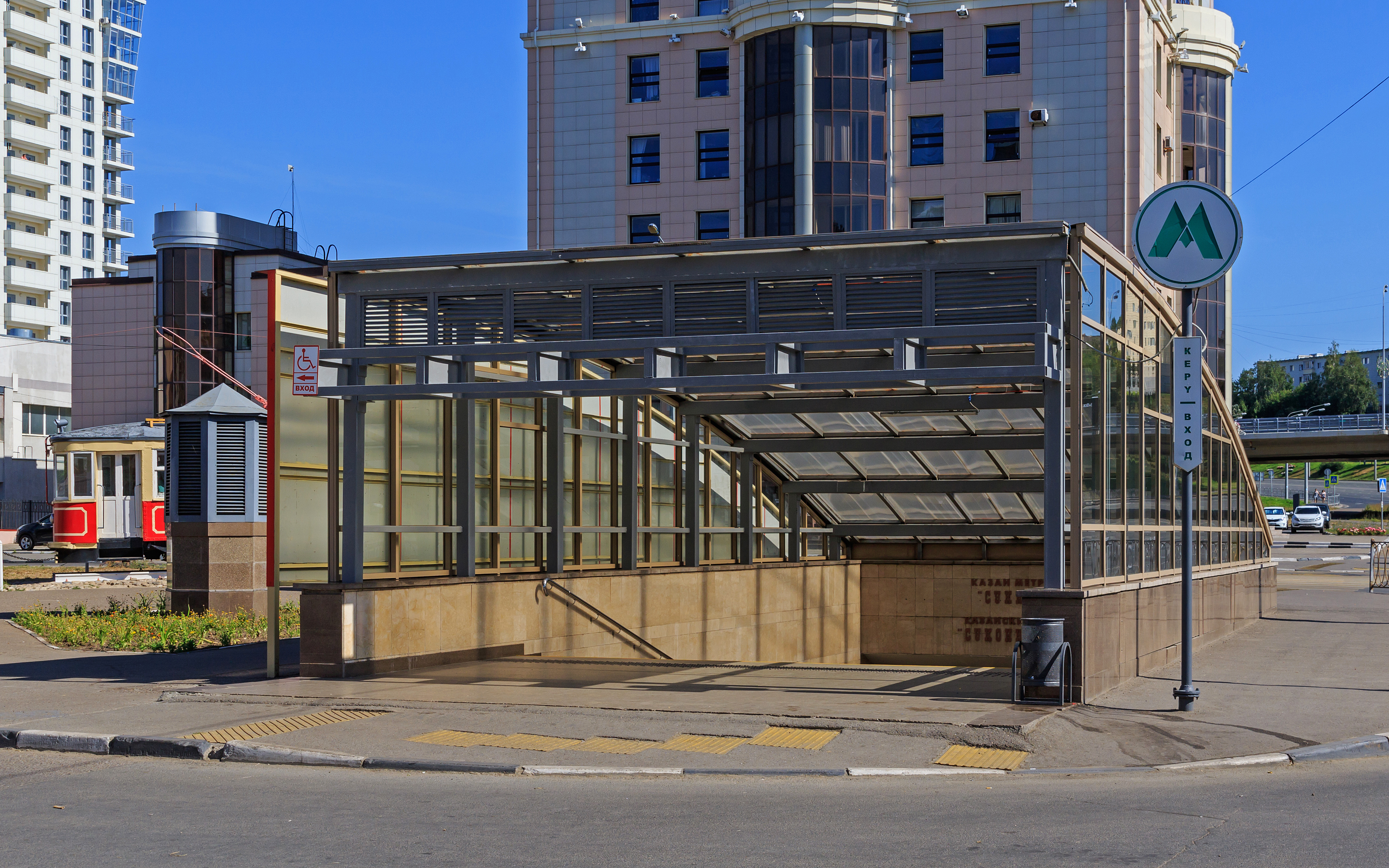
Eingang zur Station Sukonnaja Sloboda

### Hintergrund
Nachdem schon einige andere sowjetische Städte wie Samara oder Nischni Nowgorod nach dem Überschreiten der Einwohnerzahl von einer Million U-Bahnen bauten oder gebaut hatten, benötigte nun auch Kasan eine Metro. Dafür erarbeitete die Kasaner Stadtverwaltung 1986 einen Metroplan, der ein für damalige sowjetische Städte typisches Sekantennetz aus drei Linien vorsah. Das projektierte Netz sollte in seiner Endfassung 46 Kilometer Gesamtlänge betragen.

### Bauarbeiten
Die Arbeiten begannen jedoch erst Anfang 1997, einige Jahre nach dem Zerfall der Sowjetunion. Um die Metro rechtzeitig zum 1000-jährigen Stadtjubiläum am 27. August 2005 fertig zu bauen, wurde ein Großteil des russischen U-Bahn-Budgets für Kasan verwendet. Dadurch verzögerten sich die anderen Metrobauten in Russland, da diese durch die Umverteilung wesentlich weniger Geld erhielten.
Für den Tunnelbau wurden zum Großteil hochmoderne westliche Schildvortriebsmaschinen mit einem Durchmesser von 5,63 Metern benutzt. Einige Streckenabschnitte wurden mit herkömmlichen sowjetischen Schildvortriebmaschinen erstellt. Für kurze Abschnitte der Streckentunnel und für alle fünf Stationen wurde die Tunnelbautechnik der offenen Bauweise benutzt.

### Eröffnung
Die Linie wurde am 27. August 2005 mit einer Erstfahrt eröffnet. Daran nahmen unter anderem Staatspräsident Putin, Innenminister Nurgalijew und Finanzminister Kudrin von der Russischen Föderation, der Präsident der Autonomen Republik Schaimijew sowie Kasachstans Staatspräsident Nasarbajew teil. Beim ersten Bauabschnitt handelte es sich um die fünf Stationen umfassende Strecke von Kremljowskaja bis Gorki. 

### Erweiterung
Im Südosten wurde die Strecke 2008 um eine weitere Station von Gorki bis Prospekt Pobedy (etwa: Allee des Sieges) verlängert. Am nördlichen Ende der Linie wurden die neue Station Kosja Sloboda 2010 und drei weitere Stationen bis Awiastroitelnaja 2013 eröffnet. Die neueste Verlängerung um eine weitere Station erfolgte 2018 im Südosten.

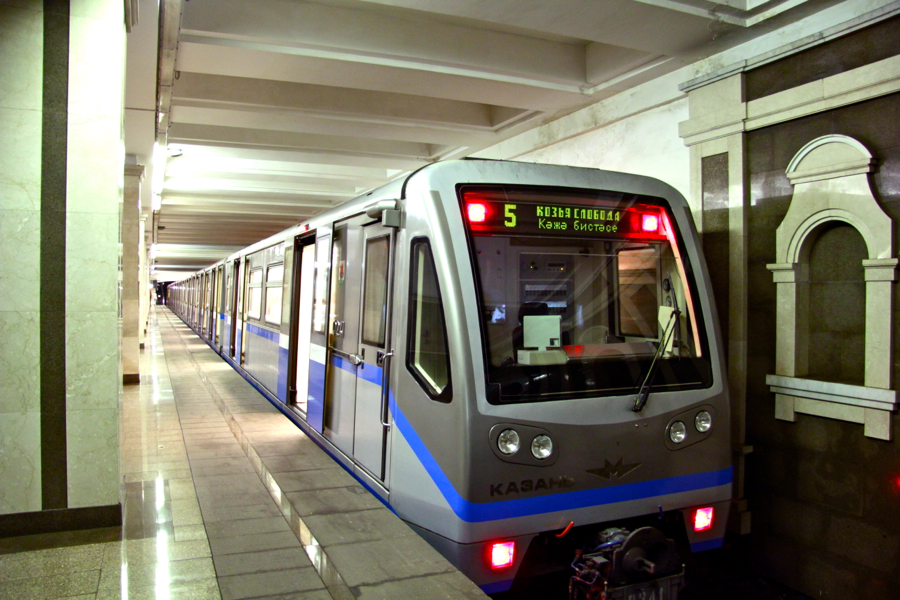
U-Bahn-Waggon Russitsch

### Fahrzeuge
Für die Kasaner Metro wurden zunächst fünf, bis 2006 weitere fünf neu gebaute Vier-Wagen-Züge des neuen Typs 81-553.3/-554.3 (eine Modifikation der Metrozüge des Typs 81-717/714) geliefert, die von einem Joint Venture der Sankt Petersburger Waggonfabrik Wagonmasch und der tschechischen Škoda-Holding hergestellt werden.

## Zukunftsaussichten
Neben der jetzigen Linie, die den Namen Zentralnaja erhalten soll, sollte bis 2018 noch eine Linie mit Namen Asinsko-Sawinowskaja gebaut werden, dies wurde jedoch bisher nicht realisiert.
Weitere Planungen sehen vor, die Kasaner U-Bahn zu einem Sekantennetz mit drei Linien auszubauen, mit den neuen Linien Priwolschskaja und Sanoksinskaja. Außerdem gibt es Pläne, eine vorhandene innerstädtische Bahnlinie zu einer oberirdischen Metrolinie umzubauen.

## Linienführung und Stationen
Fast die gesamte rund 15,8 Kilometer lange Linie und zehn Stationen liegen unterirdisch, nur die Station Ametjewo oberirdisch auf einer Brücke. Die Spurweite beträgt – nach russischem Standard – 1520 mm, für die Stromversorgung werden Stromschienen bei einer Fahrspannung von 825 Volt verwendet.
Alle Beschriftungen und Information sind in zwei Sprachen (Tatarisch und Russisch) ausgeführt.
In der folgenden, sortierbaren Tabelle sind die Stationen zunächst in ihrer realen Reihenfolge aufgeführt.
| Bild | Russischer Name transkribiert / kyrillisch          | Tatarischer Name lateinisch / kyrillisch      | Lage                 | Eröffnet   | Karte | Bemerkenswertes in der Nähe                                          |
| ---- | --------------------------------------------------- | --------------------------------------------- | -------------------- | ---------- | ----- | -------------------------------------------------------------------- |
|      | Awiastroitelnaja Авиастрои́тельная                   | Aviatözeleş Авиатөзелеш                       | unterirdisch         | 09.05.2013 | Lage  |                                                                      |
|      | Sewerny Woksal Се́верный Вокза́л                      | Tönyaq vokzalı Төньяк вокзалы                 | unterirdisch         | 09.05.2013 | Lage  | Bahnhof Kasan-2 („Nordbahnhof“)                                      |
|      | Jaschlek Яшьле́к                                     | Yäşlek Яшьлек                                 | unterirdisch         | 09.05.2013 | Lage  |                                                                      |
|      | Kosja Sloboda Ко́зья слобода́                         | Käcä Bistäse Кәҗә Бистәсе                     | unterirdisch         | 30.12.2010 | Lage  |                                                                      |
|      | Kremljowskaja Кремлёвская                           | Kreml Кремль                                  | unterirdisch         | 27.08.2005 | Lage  | Kasaner Kreml mit Kul-Scharif-Moschee, Kathedrale und Sujumbike-Turm |
|      | Ploschtschad Gabdully Tukaja Пло́щадь Габдуллы́ Тука́я | Ğabdulla Tuqay Mäydanı Габдулла Тукай мәйданы | unterirdisch         | 27.08.2005 | Lage  | Universität, Jahrtausendpark, Ğabdulla-Tuqay-Literatur-Museum        |
|      | Sukonnaja Sloboda Су́конная слобода́                  | Sukno Bistäse Сукно бистәсе                   | unterirdisch         | 27.08.2005 | Lage  |                                                                      |
|      | Ametjewo Аме́тьево                                   | Ämät Әмәт                                     | oberirdisch (Brücke) | 27.08.2005 | Lage  | Übergang zu den Vorortzügen Richtung Arsk                            |
|      | Gorki Го́рки                                         | Gorki Горки                                   | unterirdisch         | 27.08.2005 | Lage  |                                                                      |
|      | Prospekt Pobedy Проспе́кт Побе́ды                     | Ciñü prospektı Җиңү проспекты                 | unterirdisch         | 29.12.2008 | Lage  |                                                                      |
|      | Dubrawnaja Дубравная                                | Imänlek Имәнлек                               | unterirdisch         | 30.08.2018 | Lage  |                                                                      |